# Cocula
Pour les articles homonymes, voir Cocula (homonymie).
Cocula est un village et une municipalité de l'État de Jalisco au Mexique. Il est situé 56 kilomètres au sud-ouest de Guadalajara, sur la route 80, à l'altitude de 1 350 m. Selon le recensement 2000, la population de la municipalité était 26 460, dont environ la moitié vit en ville. Quelques villes près de Cocula, sont La Sauceda et Cofradia De La Luz.

## Économie
Cocula est une région productrice de la canne à sucre, le maïs, l'agave, le sorgho, les pois chiches, la luzerne et les mangues. Du bétail est également élevé, particulièrement les porcs, la volaille, les chèvres.

## Histoire
Cocula s'est appelé à l'origine Cocollán ou Cocolán, ce qui signifierait « l'endroit de colline. » Aux alentours du XIIe siècle, quelques familles de la tribu Coca natives du royaume de Tonalá ont été forcées de quitter la région en raison de l'hostilité à leur encontre.
Un groupe, guidé par Huehuetztlatzin a fondé Cocollán; aujourd'hui dans la région d'Acatlan de Juarez.
Cocollán a été détruit vers la fin du XVIe siècle. Les habitants ont alors essayé de s'établir dans la région de Tlajomulco à quelques milles de là mais ont été expulsés par les tribus locales. Ils ont fini par occuper le haut d'une montagne près de l'emplacement original de Cocollán ou ils sont restés jusqu'à l'arrivée des Espagnols.
En 1520, Cocollán était une ville indépendante sous le règne de Citlali (L'Etoile). Il a régné également sur quelques villes comme Acatlan, Villa Corona, Tizapanito, Xilotepec et Tecolotlán.
En 1521, l'armée espagnole sous les ordres d'Alonso l'Avalos a conquis Cocollán et les villes environnantes et les a assimilées à la province d'Avalos. Quelques années après, des moines franciscain ont persuadé les habitants indigènes de la ville de se déplacer vers une vallée, tout près de son endroit actuel. Ceci aurait eu lieu en 1532. On peut encore trouver les restes de la vieille ville, que l'on désigne sous le nom de Cocula Vieja (vieux Cocula).

## Culture
Cocula est désigné sous le nom de « La Cuna del Mariachi », « le berceau de mariachi, » parce que la musique de mariachi a été créée là au XIXe siècle. Quand on entre dans Cocula, deux grandes voûtes, comportant deux guitares ou violons, soutiennent l'inscription « Bienvenidos en Cocula, Cuna Mundial del Mariachi ». Beaucoup de groupes bien connus de mariachi sont venus de Cocula ou de sa région.

## Galerie

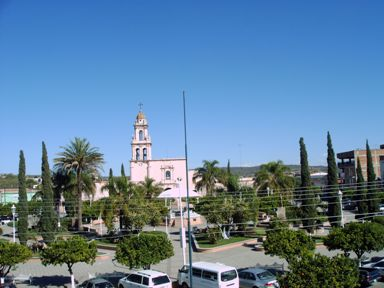
Place principale
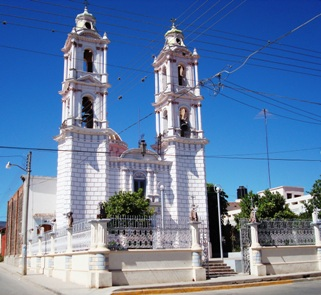
Temple de San Pedro
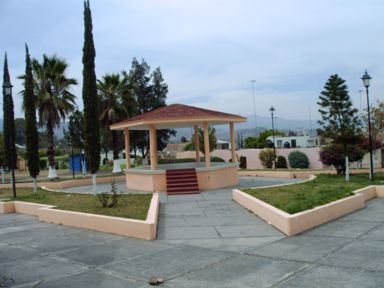
Place de Villa de Cazares
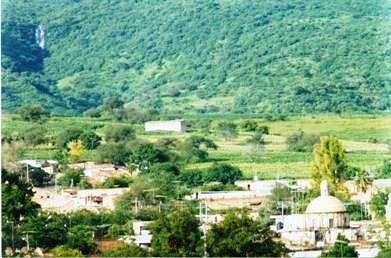
El Salto